# 黒磯市
黒磯市（くろいそし）は、かつて日本の栃木県北部にあった市である。旧那須郡。那須連山の麓に位置し黒磯都市圏（現・那須塩原都市圏）に属した。

2005年（平成17年）1月1日に同郡西那須野町、塩原町と合併して那須塩原市の一部となった。

## 地理
- 山：那須岳
- 河川：那珂川

### 隣接していた自治体
- 栃木県
  - 大田原市
  - 那須郡：西那須野町、塩原町、那須町、黒羽町
  - 塩谷郡：藤原町
- 福島県
  - 南会津郡：田島町、下郷町
  - 西白河郡：西郷村

## 歴史
- 1912年（明治45年）4月1日 那須郡東那須野村の一部が分立し、那須郡黒磯町が発足。
- 1955年（昭和30年）1月1日 - 那須郡黒磯町・鍋掛村・東那須野村・高林村が新設合併し、那須郡黒磯町が発足。
- 1967年（昭和42年）9月 - 鍋掛に建設が予定されていた国立素粒子研究所への住民運動が激化。町役場で地質調査に反対する住民の座り込みなどが行われる[1]。
- 1970年（昭和45年）11月1日 - 黒磯町が市制施行、黒磯市となる。
- 1982年（昭和57年）6月23日 - 東北新幹線が開業し、那須塩原駅開業
- 2002年（平成14年）1月1日 - 大田原市と境界変更。
- 2004年（平成16年）12月31日 - 大田原市と境界変更。
- 2005年（平成17年）1月1日 - 那須郡西那須野町・塩原町と合併（新設合併）し、那須塩原市となる。同日黒磯市は廃止となった。
  - 合併後も、旧・黒磯市役所庁舎がそのまま那須塩原市役所本庁舎として引き続き利用されている。

## 人口

### 人口推移
- 1980年（昭和55年） - 46,574人（国勢調査）
- 1985年（昭和60年） - 49,742人（国勢調査）
- 1986年（昭和61年） - 50,120人（推計）
- 1987年（昭和62年） - 50,693人（推計）
- 1988年（昭和63年） - 51,035人（推計）
- 1989年（平成元年） - 51,569人（推計）
- 1990年（平成2年） - 52,344人（国勢調査）
- 1991年（平成3年） - 53,129人（推計）
- 1992年（平成4年） - 54,153人（推計）
- 1993年（平成5年） - 54,971人（推計）
- 1994年（平成6年） - 55,533人（推計）
- 1995年（平成7年） - 56,275人（国勢調査）
- 1996年（平成8年） - 56,842人（推計）
- 1997年（平成9年） - 57,379人（推計）
- 1998年（平成10年） - 57,968人（推計）
- 1999年（平成11年） - 58,594人（推計）
- 2000年（平成12年） - 58,783人（国勢調査）
- 2001年（平成13年） - 59,450人（推計）
- 2002年（平成14年） - 59,911人（推計）
- 2003年（平成15年） - 60,436人（推計）
- 2004年（平成16年） - 60,794人（推計）

※人口は各年の10月1日現在

### 15歳以上就業者
那須町への通勤率は12.5%であった（那須町から黒磯市への通勤率は15.0%）。
当地に常住する15歳以上就業者は31,798人。うち他市区町村で従業している者は10,252人と、全体の32.2%である。他市区町村への従業先1位は那須町の3,982人、2位は大田原市の1,848人、3位は西那須野町の1,708人、4位は宇都宮市の550人、5位は黒羽町の404人、6位は東京都特別区部の339人、7位は塩原町の325人、8位は矢板市の308人、9位は福島県白河市の107人、10位は氏家町の44人。
※平成12年国勢調査による

## 行政
- （旧）黒磯町長

| 代 | 氏名       | 就任                      | 退任                       | 備考                                               |
| -- | ---------- | ------------------------- | -------------------------- | -------------------------------------------------- |
| 1  | 山口兵吉   | 1912年（明治45年）6月20日 | 1916年（大正5年）6月19日   |                                                    |
| 2  | 山口兵吉   | 1916年（大正5年）6月20日  | 1920年（大正9年）6月19日   |                                                    |
| 3  | 山口兵吉   | 1920年（大正9年）6月20日  | 1924年（大正13年）6月19日  |                                                    |
| 4  | 山口兵吉   | 1924年（大正13年）6月20日 | 1928年（昭和3年）1月3日    | 在任中死去                                         |
| 5  | 菊地恒八郎 | 1928年（昭和3年）2月1日   | 1932年（昭和7年）1月31日   |                                                    |
| 6  | 菊地恒八郎 | 1932年（昭和7年）2月1日   | 1935年（昭和10年）9月8日   |                                                    |
| 7  | 増淵万四郎 | 1935年（昭和10年）12月1日 | 1936年（昭和11年）5月20日  |                                                    |
| 8  | 植竹虎太   | 1936年（昭和11年）7月3日  | 1940年（昭和15年）7月2日   |                                                    |
| 9  | 植竹虎太   | 1940年（昭和15年）7月3日  | 1944年（昭和19年）7月2日   |                                                    |
| 10 | 植竹虎太   | 1944年（昭和19年）7月3日  | 1946年（昭和21年）2月10日  |                                                    |
| 11 | 七海熊吉   | 1946年（昭和21年）3月18日 | 1947年（昭和22年）3月3日   |                                                    |
| 12 | 真島昶     | 1947年（昭和22年）4月5日  | 1951年（昭和26年）4月4日   |                                                    |
| 13 | 真島昶     | 1951年（昭和26年）4月5日  | 1954年（昭和29年）12月31日 | （新）黒磯町の町長職務執行者に就任、町長選挙で落選 |

- （新）黒磯町長

| 代 | 氏名     | 就任                      | 退任                       | 備考                       |
| -- | -------- | ------------------------- | -------------------------- | -------------------------- |
| 1  | 渡辺俶   | 1955年（昭和30年）2月18日 | 1963年（昭和38年）2月17日  | （旧）黒磯町議会議長、医師 |
| 2  | 藤田庄司 | 1963年（昭和38年）2月18日 | 1967年（昭和42年）2月17日  | 元町議会議長、元高林村長   |
| 3  | 前田一郎 | 1967年（昭和42年）2月18日 | 1970年（昭和45年）10月31日 | 元助役、元鍋掛村長         |

- 黒磯市長

| 代 | 氏名       | 就任                      | 退任                       | 備考             |
| -- | ---------- | ------------------------- | -------------------------- | ---------------- |
| 1  | 前田一郎   | 1970年（昭和45年）11月1日 | 1975年（昭和年）2月17日    |                  |
| 2  | 月江冨治郎 | 1975年（昭和50年）2月18日 | 1991年（平成3年）2月17日   | 元助役           |
| 3  | 藤田政壽   | 1991年（平成3年）2月18日  | 2003年（平成15年）2月17日  |                  |
| 4  | 栗川仁     | 2003年（平成15年）2月18日 | 2004年（平成16年）12月31日 | 初代那須塩原市長 |

出典:『栃木県町村合併誌 第三巻下』, p. 47、『黒磯市誌』, p. 251
- 図書館
  - 黒磯市図書館

## 姉妹都市
- 茨城県　ひたちなか市
  - 那珂湊市と黒磯市が1990年11月に提携。
  - 那珂湊市は合併してひたちなか市となった後、1995年11月に再提携。
  - 黒磯市が合併して那須塩原市となった後、2006年3月24日に再々締結している。

## 交通

### 鉄道
- 東北新幹線：那須塩原駅
- 宇都宮線（東北本線）：那須塩原駅 - 黒磯駅

### 道路
- 東北自動車道：黒磯パーキングエリア
- 国道4号

## 名所・旧跡・観光
- 板室温泉（国民保養温泉地）

## 出身有名人
- 原博実（サッカー解説者）
- 渋井陽子（マラソン）
- 平山あや（タレント）